# Artus Aux-Cousteaux
Artus Aux-Cousteaux [Hautcousteaux, Haultcousteau] est un compositeur et maître de chapelle français du XVIIe siècle, actif en Picardie et à Paris, né vers 1590 et mort à Paris en 1656.

## Biographie

### Jeunesse
Artus Aux-Cousteaux est né dans les dernières années du XVIe siècle, à Amiens ou dans les environs. Il a reçu sa formation musicale au sein de la maîtrise de Saint-Quentin, sous la direction du maître de chapelle Jean de Bournonville et reçoit la prêtrise dans le diocèse d’Amiens à une date inconnue.

### Chantre à la chapelle du roi
Le premier poste dont on a des indices est celui de chantre, qu’il tient treize ans à la chapelle de musique du roi Louis XIII. Cette période doit correspondre approximativement aux années 1612-1613 à 1626-1627.
Un acte du 9 mai 1621 stipule cependant qu’il était alors chantre de la musique de la chambre du roi (les charges à la chapelle et à la chambre n’étaient pas incompatibles) et habitué en la Sainte-Chapelle du Palais (où il retournera plus tard).

### 1627-1633: Noyon, Saint-Quentin et Amiens
Vers 1628 ou 1629, Aux-Cousteaux part travailler à Noyon puis revient à Saint-Quentin, où il succède en 1631 à Jean de Bournonville en qualité de maître de chapelle. Après Saint-Quentin, il passe quelques années à Amiens, succédant encore à Bournonville, qui partit fin 1631 à la Sainte-Chapelle.

### 1634-1651: à la Sainte-Chapelle de Paris
Le 24 juin 1634, Aux-Cousteaux est reçu clerc haute-contre à la Sainte-Chapelle de Paris Sa situation évolue vite : il est reçu chapelain le 5 décembre 1637, puis maître de musique des enfants le 24 mai 1642 (d’abord sans la charge de leur nourriture puis à partir du 25 juin avec cette charge), mais qu’il la méritait par la qualité de ses compositions. À la suite de nombreux désordres survenus dans la maîtrise en août 1650, il perd cet emploi avant mai 1651 et n’apparaît plus dès lors dans les archives de la Sainte-Chapelle.
Dès août 1635, il s’était fait remarquer pour son mauvais caractère. Insultes, insolences journalières, comportement inadéquat lors des services font qu’il est plusieurs fois réprimandé, avec parfois des excuses publiques. À tel point qu’il est renvoyé une première fois le 6 octobre 1640, puis rétabli quelques jours après comme chantre et chapelain. Le 4 janvier 1645 il est renvoyé une seconde fois, puis rétabli après excuses et sur l’intervention du président Molé. Le 22 avril de la même année, il reçoit un troisième congé pour insolences, avec un délai pour trouver un autre emploi. Le 7 juin suivant, on lui signifie son congé immédiat avec interdiction d’entrer dans l’église mais le président Molé intervient pour le faire rétablir. Quelques incartades encore sont relatées en 1647 (problème de préséance avec Thomas Gobert) et en 1648 (départ indu d’un enfant de chœur). 
Deux autres points concernant cette période : en août 1644, il est partie prenante dans un procès jugé au Grand Conseil concernant la chapelle perpétuelle de Saint-Clément, sise à la Sainte-Chapelle et le 2 septembre 1649 il est parrain d’un enfant baptisé à Saint-Germain l’Auxerrois.

### 1652-1656: à Saint-Jacques de l’Hôpital
Il reçoit enfin un canonicat de l’église Saint-Jacques de l’Hôpital, qu’il garde jusqu’à sa mort. Celle-ci survient en 1656, au moment où l’imprimeur Pierre Le Petit imprime la musique composée pour les psaumes d’Antoine Godeau, ce qui fait que la fin du travail sera confiée à Thomas Gobert.

### Réception
Sébastien de Brossard, dans son Dictionnaire, brosse un portrait peu flatteur d’Aux-Cousteaux :
J'ay ouy dire par le feu sieur Christophe Ballard dont le père a imprimé beaucoup de musique de cet auteur, que c'estoit un pédant fieffé, qui ne vouloit suivre que sa teste, où il croyoit que toute la science imaginable estoit enfermée, et qui, parce qu'il occupoit le meilleur poste du royaume, s'imaginoit que tout luy devoit céder et que rien n'estoit supportable que ce qu'il faisoit ou inventoit. Et voilà sans doute pourquoy il ne voulut jamais entendre parler d’ajouter les basses continues à ses ouvrages, quoy que Mr Dumont en eût déjà introduit l’usage en France. Il ne fut pas moins ennemy de la 7e syllabe si, qui a tant facilité, depuis environ ce temps là, l’étude de la musique. Elle n’estoit pas de son invention, c’en fut assez pour la luy faire haïr.

## Œuvres
C’est dit : Aux-Cousteaux passait pour un maître très habile mais rétif aux formes nouvelles. Gantez lui-même le cite comme un des rares musiciens capables de composer des choses à la fois belles et savantes, et très attentif aux préceptes des maîtres de la génération précédente, tels Eustache Du Caurroy ou son maître Bournonville. Le style de ses messes reste très classique, mais sa polyphonie rigoureuse est toujours élégante et souple. Ses chansons, en revanche, n’atteignent pas à la grâce des airs d’Antoine Boësset ni d’Étienne Moulinié.
Aux-Cousteaux revendique lui-même son intérêt pour la belle composition en rejetant les innovations qui se font jour dans les années 1640, qu’il juge comme des facilités :
[Il se trouve] des admirateurs ignorants, qui après avoir entendu trois ou quatre belles voix avec les luths, les thuorbes, les violes, & les autres Instruments bien touchez pour suppléer au défaut de la Musique, s'en vont haussans les yeux et les espaules, disant partout qu’il ne faut rien entendre après ces merveilles : ceux qui les croient en demeureroient là, et mespriseroient tous les autres compositeurs : ils disent pour toute raison que la Musique n’est faite que pour contenter l’oreille de ceux qui n’y cognoissent rien : mais je leur responds que si la Musique mal composée et bien chantée nous plaist, à plus forte raison nous doit plaire et agréer davantage celle qui est bien composée et bien chantée.

### Messes
- Missa Grata sum harmonia à 5 v. Paris : Robert III Ballard, 1647. 1 vol. 2°. Manque au RISM, Guillo 2003 no 1647-A, Schwandt 1980.

Édition moderne par Erich Schwandt : Victoria (BC), Éditions Jeu, 1981.
- Missa Quelle beauté ô mortelz à 5 v. Paris : Robert III Ballard, 1651. 1 vol. 2°. RISM A 2896, Guillo 2003 no 1651-A.

Cette messe reprend la mélodie de l'air de ballet d'Antoine Boësset, publié en 1621. Une mise en partition par François-Louis Perne (sans les paroles) est disponible à Bruxelles BR : Mss. I 3866 (cf. Cat. Fétis no 1828).
- Missa Primi toni à 4 v. Paris : Ballard, date inconnue. 1 vol. 2°. Guillo 2003 n° ND-1.
- Missa Secundi toni à 4 v. [première édition]. Paris : Ballard, date inconnue. 1 vol. 2°. Guillo 2003 n° ND-2.

D'après Fétis 1835, cette messe aurait paru en 1643 et il existerait une réédition en 1658. Messe rééditée en 1726 par Jean-Baptiste Christophe Ballard (Novissima editio) : RISM A 2898.
- Missa Tertii toni à 4 v. Paris : Pierre I ou Robert III Ballard, date inconnue. 1 vol. 2°. Guillo 2003 n° ND-3.
- Missa Quarti toni à 4 v. Paris : Pierre I ou Robert III Ballard, date inconnue. 1 vol. 2°. Guillo 2003 n° ND-4.
- Missa Quinti toni à 4 v. Paris : Pierre I ou Robert III Ballard, date inconnue. 1 vol. 2°. Guillo 2003 n° ND-5.

Cette messe est mise en partition dans Laborde 1780 vol. II p. 84-95.
- Missa Sexti toni à 4 v. Paris : Pierre I ou Robert III Ballard, date inconnue. 1 vol. 2°. Guillo 2003 n° ND-6.

Messe probablement rééditée après 1744.
- Missa Septimi toni à 5 v. Paris : Pierre I ou Robert III Ballard, date inconnue. 1 vol. 2°. Guillo 2003 n° ND-7.
- Missa Octavi toni à 5 v. Paris : Pierre I ou Robert III Ballard, date inconnue. 1 vol. 2°. Guillo 2003 n° ND-8.
- Missa Laus angelorum à 6 v. Paris : Pierre I ou Robert III Ballard, date inconnue. 1 vol. 2°. Guillo 2003 n° ND-9.
- Messe en faux-bourdon à 4 v. Paris : Pierre I ou Robert III Ballard, date inconnue. 1 vol. 4°. Guillo 2003 n° ND-10.

### Psaumes et cantiques latins

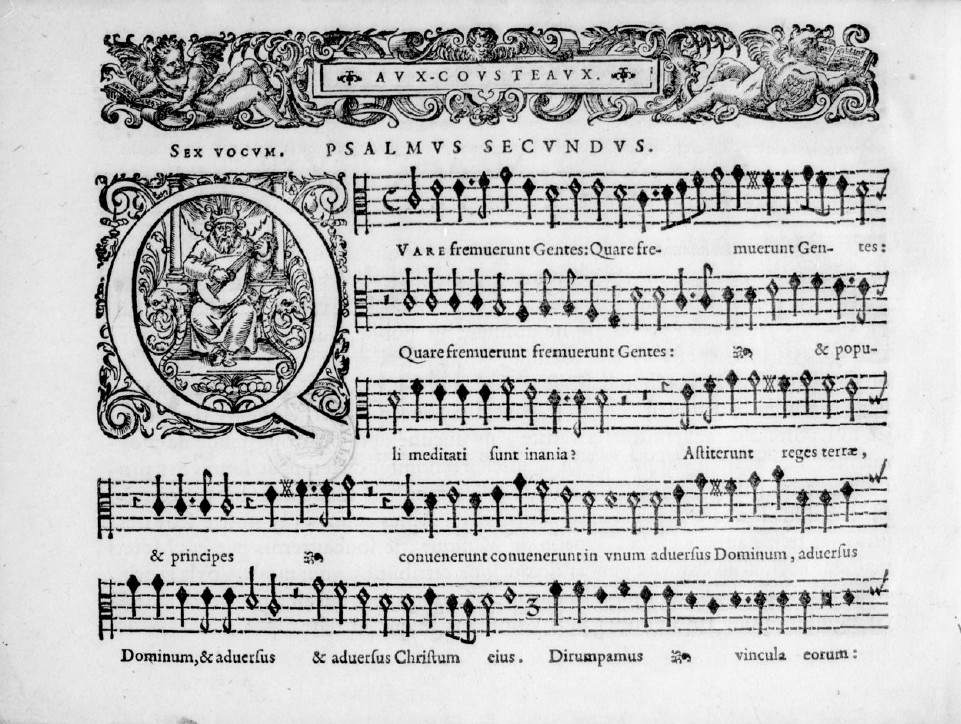
Une page des Psalmi aliquot... de 1631 (Paris BNF).

- Psalmi aliquot ad numeros musices IV, V et sex vocum redacti. Paris : Pierre I Ballard, 1631. 6 vol. 4° oblong. RISM A 2888, Guillo 2003 no 1631-A.

Dédié au roi Louis XIII. Dédicace aux amateurs de musique, où Aux-Cousteaux précise que les 21 psaumes ont été choisis parmi une cinquantaine qu'il a composés durant sa charge à Saint-Quentin. Contient les psaumes 2, 3, 5, 11, 14, 17, 18, 21, 23, 24, 44, 46, 47, 51-53, 80, 83, 85, 127 et 146. Numérisé sur Gallica.
- Octo cantica Divæ Mariæ Virginis à 4 v. Paris : Robert III Ballard, 1641. 1 vol. 2°. RISM A 2889, Schwandt 1980, Guillo 2003 no 1641-A.

Contient le Magnificat sur les huit tons, versets pairs seulement.
Édition moderne : Versailles, CMBV, 2009 (restitution du plain-chant par Jean-Yves Hameline), en fascicules séparés.
- Canticum Virginis Deipare, juxta octo ecclesiae tonos, cui additi sunt hymni communiores diei Dominicæ & Natalis Domini vesperæ, nec-non alia quædam opuscula. Ad usum Ecclesiæ Romanæ... Paris : Robert III Ballard, 1655. 4 vol. 4°. RISM A 2897, Guillo 2003 no 1655-B.

Dédié à Claude Auvry, évêque de Coutances et trésorier de la Sainte Chapelle, vicaire général du cardinal Antonio Barberini (1607-1671). Contient le Magnificat sur les huit tons (versets pairs), les psaumes 8, 109, 111 (deux versions), 113, 131, 133, 6 antiennes dont 5 de la Vierge, le Cantique de Siméon et 28 hymnes.

### Musique spirituelle
- Les Quatrains de Mr Mathieu, mis en musique à trois parties selon l'ordre des douze modes. Paris : Pierre I Ballard, 1636. 3 vol. 4°. Manque au RISM, Guillo 2003 no 1636-C.

Dédié à Nicolas Le Jay, Premier président au Parlement de Paris et Garde des sceaux des ordres du roi (dédicace transcrite dans Prod'homme 1912 p. 131-132). Trois pièces liminaires sont signées Isaac de Benserade et Belot. Le texte provient des Tablettes de la vie et de la mort de l'historiographe et poète Pierre Matthieu (parues en 1610). Édition réimprimée à l'identique en 1643 (RISM A 2890, Guillo 2003 n° 1643-A).
- Suite de la première partie des Quatrains de Mr Mathieu, mis en musique à trois voix, selon l'ordre des douze modes. Paris : Robert III Ballard, 1652. 3 vol. 4°. RISM A 2891, Guillo 2003 no 1651-A.

Dédié à Mathieu Molé (1584-1656), Premier président au parlement de Paris et Garde des Sceaux de France (dédicace et avertissement transcrits dans Prod'homme 1912 p. 133-135).
Il existe une transcription inachevée du volume par Henri Quittard à Paris BNF (Mus.) : RES 1605(30).
- Noelz et cantiques spirituels sur les mystères de la Naissance de nostre Seigneur et sur les principales festes de la Vierge. Paris : Robert III Ballard, 1653. 1 vol. 8°. RISM A 2893, Guillo 2003 no 1653-A.

Cantiques à 2 v. Dédiés à Madeleine Molé (vers 1607 - 1681), fille de Mathieu Molé, religieuse professe à l'abbaye de Chelles puis abbesse de l'abbaye royale à Saint-Antoine-des-Champs à partir de 1653.
- Second livre de noëls et cantiques spirituels sur les mystères de la Naissance de nostre Seigneur. Paris : Robert III Ballard, 1655. 1 vol. 8°. RISM A 2895 (A 2894 n'existe pas), Guillo 2003 no 1655-C.

Dédié à Henri de Refuge, abbé de Morigny et de Saint-Cybart, seigneur de Précy.
- Paraphrase des pseaumes de David, en vers françois, par Mre Antoine Godeau... et mis en chant par Artus Aucousteaux, ancien maistre musicien de la chapelle du roy Louis XIII. Quatrième édition, reveüe et corrigée. Paris : Pierre le Petit, 1656. 1 vol. 12°. Noailly 1992 p. 169, Launay 1964.

Dans cette édition, 92 psaumes de Godeau ont reçu une mélodie (à voix seule) d'Aux-Cousteaux, les autres l'ont reçue de Thomas Gobert. L'édition est rééditée en 1659, cette fois avec le nom de Gobert au titre. Ce dernier a aussi retouché les mélodies d'Aux-Cousteaux. Détail des éditions dans la base Neuma.

### Musique profane
- Meslanges de Me Artus Aux-Cousteaux. Paris : Robert III Ballard, 1644. 6 vol. 4°. RISM A 2892, Guillo 2003 no 1644-A.

Dédié à Mathieu Molé (1584-1656), premier président au parlement de Paris et Garde des Sceaux de France. Avec un sonnet de Charles Beys dédié à Molé. Contient 19 pièces dans des styles divers (chansons, madrigal (en français), villageoise, voix de ville). Édition moderne par Cornetto-Verlag (Stuttgart, 2013).